# Lymantriades unimacula
Lymantriades unimacula är en fjärilsart som beskrevs av Moore 1879. Lymantriades unimacula ingår i släktet Lymantriades och familjen tofsspinnare. Inga underarter finns listade i Catalogue of Life.